# Марин ле Пен
Марин ле Пен (фр. Marine Le Pen; рођена 5. августа 1968. у Неји сир Сен) је француска политичарка и најмлађа ћерка Жан-Мари ле Пена.
По професији је адвокатица, од 2004. године је посланица Европског парламента, а председница партије Национални савез постала је 16. јануара 2011. и тако наследила свог оца Жан-Мари Ле Пена на том месту, који је био председник партије од њеног оснивања 1972. године.
Као кандидат Националног Фронта, Марин ле Пен се први пут кандидовала за председника Француске на председничким изборима 2012. године, и била трећа иза Франсоа Оланда и Николаса Саркозија са 17,9% гласова. На изборима за председника Француске 2017. године, Марин Ле Пен је поново била кандидат Националног фронта, и у другом кругу је изгубила од кандидата партије „En Marche!” Емануела Макрона, освојивши 33,9% гласова.
Кандидаткиња је на француским председничким изборима 2022. године.

## Биографија

### Аутобиографија
- (језик: француски) À contre-flots, éd. Jacques Grancher, coll. "Grancher Depot", Париз, 2006, 322 p., broché, 15 x 22 cm.  978-2-7339-0957-7